# George G. Booth
Pour les articles homonymes, voir George Booth (2e comte de Warrington), George Booth et Booth.
George Gough Booth (24 septembre 1864 - 11 avril 1949) était un magnat de la presse américaine. Il a fondé la Cranbrook Community, à Bloomfield Hills dans le Michigan. Il fut aussi le fondateur de la Société automobile Scripps-Booth en 1912, également dans le Michigan.

## Biographie
George Gough Booth était le petit-fils d'un artisan du travail sur cuivre, baptiste, qui a immigré aux États-Unis en 1844 et s'est installé à Toronto (Canada). Il était l'un des dix enfants de Clara Louise Irène Gagnier Booth et d'Henry Wood, patron de presse à Toronto, au Canada, qui a édité le journal progressiste Sunday Times (Canada),. 
Après son mariage en 1887 avec Ellen Scripps (1863-1948), la fille de James Edmund Scripps, ce dernier lui confie la direction du grand quotidien The Detroit News. 
Progressivement, sur le modèle de son beau-père, il tisse une toile resserrée de huit quotidiens du soir, à audience populaire, dans le sud du Michigan, en s'aidant de ses deux frères, Ralph Booth et Edmund Booth. En 1892, il rachète The Eagle et le fusionne avec The Grand Rapids Press, journal de Grand Rapids, la deuxième ville du Michigan, pour en faire à partir du 1er janvier 1893 un quotidien du soir, comme l'est The Detroit News, membre aussi de l'Evening Press Association qu'il a fondée. Son frère Edmund Wood Booth (1866-1927) en devient le patron. Il rachète ensuite en 1895 le Chicago Daily Journal et en 1903 le City Bay Times. Le groupe accueille aussi The Flint Daily Journal. 
En 1906, à la mort de James Edmund Scripps, il a pris la relève pour être le premier dirigeant du groupe familial de presse, et du quotidien The Detroit News. Son frère Ralph Harman Booth (1873-1931) apporte dans la corbeille du groupe familial d'autres quotidiens en 1914, ceux de la Booth Publishing Company, qui 15 ans plus tard s'effacera en 1929 lors de la création de la société Booth newspapers. Dans sa correspondance et ses et éditoriaux, il insiste sur l'éthique du journalisme, l'indépendance des rédactions et la nécessité de servir au mieux le lecteur. Il insiste pour que son autre frère, Edmund Wood Booth (1866-1927), s'implique dans le journalisme et fait valoir que son expérience de président de l'Association des jeunes chrétiens l'y a préparé.
George G. Booth a poursuivi ensuite la gestion du groupe familial aux côtés de William Edmund Scripps (1882 – 1952) et de son frère William John Scripps (1905-1965). Le premier s'est occupé en particulier de la gestion du quotidien The Detroit News, de 1929, l'année où il en devient le président, jusqu'à sa mort en 1952.
Parmi les cinq enfants qu'il a eu avec Ellen Scripps (1863 – 1948), l'aîné, l'artiste et ingénieur James Scripps Booth, né en 1888, a fondé à Détroit la Société automobile Scripps-Booth, qui a vendu 34000 véhicules de luxe entre 1913 et 1923. Deux autres de ses garçons  dirigeront plus tard le groupe : Warren Scripps Booth (1894 – 1987) et Henry Scripps Booth (1897 – 1988).